# Odenplan (metropolitana di Stoccolma)
Odenplan è una stazione della metropolitana di Stoccolma.
È geograficamente situata all'interno della circoscrizione di Norrmalm, mentre sulla linea verde della rete metroviaria locale si trova fra le stazioni Rådmansgatan e S:t Eriksplan.
L'apertura della stazione risale al 26 ottobre 1952, quando il tratto Hötorget-Vällingby fu inaugurato ufficialmente.
La piattaforma sorge ad una profondità di circa 9 metri sotto il viale Karlbergsvägen, nell'area compresa tra l'omonima piazza Odenplan e la via Västmannagatan. La stazione, che dispone di due biglietterie, è stata progettata dall'architetto Peter Celsing. I suoi interni ospitano opere firmate da giovani studenti, scelti da scuole e istituti d'arte cittadini: gli artisti selezionati hanno la possibilità di esporre la propria opera per tre mesi.
L'utilizzo medio quotidiano durante un normale giorno feriale è pari a 25.800 persone circa.
Nel 2009 sono cominciati i lavori per la creazione di una nuova stazione situata sotto a quella della metropolitana: essa è servita dal Citybanan, un nuovo passante ferroviario suburbano sotterraneo che è stato inaugurato il 9 luglio 2017 ed è entrato ufficialmente in funzione il giorno seguente.

## Tempi di percorrenza
| Linea | Capolinea       | Tempo  | Stazione                       | Tempo             |
| T17   | Åkeshov         | 19 min | T-Centralen Gamla stan Slussen | 4 min 6 min 7 min |
| T17   | Skarpnäck       | 24 min | T-Centralen Gamla stan Slussen | 4 min 6 min 7 min |
| T18   | Alvik           | 9 min  | T-Centralen Gamla stan Slussen | 4 min 6 min 7 min |
| T18   | Farsta strand   | 29 min | T-Centralen Gamla stan Slussen | 4 min 6 min 7 min |
| T19   | Hässelby strand | 30 min | T-Centralen Gamla stan Slussen | 4 min 6 min 7 min |
| T19   | Hagsätra        | 28 min | T-Centralen Gamla stan Slussen | 4 min 6 min 7 min |